# Csen csing ling
A Csen csing ling (kínaiul: 陈情令; pinjin: Chén Qíng Lìng), angol címén The Untamed, 2019-ben bemutatott kínai websorozat, Hsziao Csan (Xiao Zhan) és Vang Ji-po (Wang Yibo) főszereplésével, melyet a Tencent Video platformján sugároztak. Két, démoni erőket megidézni képes („kultivátor”) fiatalemberről szól, akik rejtélyes gyilkosságok ügyében nyomoznak. A sorozat Mo-hsziang Tung-hsziu (Mo Xiang Tong Xiu) (墨香铜臭) Mo-tao cu-si (Módào zǔshī) (魔道祖师) című sónen-ai (azaz fiúk közti szerelem) hszien-hszia (xianxia) regénye alapján készült. A kínai cenzúra miatt az eredeti regényben szereplő sónen-ai részleteket kihagyták, illetve módosították.
A sorozat gyártásának előkészítése mintegy két évet vett igénybe. A klánok sajátos vizuális jegyeinek kialakításához egyes regionális hagyományokat és történelmi korszakokat használtak fel, például a Szung (Song)-dinasztia vagy a Sang (Shang)-dinasztia jellemző öltözékeit, színeit. A forgatás jobbára a világ legnagyobb filmstúdiójában, a Hengdian World Studios területén zajlott.
A The Untamed átlagos értékelésekkel nyitott, azonban később mégis nagy népszerűségre tett szert, a sugárzási idő végére 6,5 milliárdszor tekintették meg a Tencent felületén és Kínán kívül is igen keresett lett, a Netflix is megvásárolta. A filmzene is rendkívül népszerű lett, mintegy 15 millió példányban kelt el, platinalemezt kapott. A kritikusok általánosan jól fogadták a sorozatot, dicsérték a látványvilágot, a kínai kulturális elemek bemutatását, az őszinte emberi kapcsolatok felvonultatását. Negatívan értékelték viszont a CGI minőségét, a kameramozgásokat és az időnként lassú történetvezetést.
A sorozat angol és magyar nyelvű felirattal is elérhető a YouTube-on és a Viki felületén, valamint angol nyelven a Netflixen is. A sorozatból több spin-off-filmet is készítettek.

## Cselekmény
A kultivátorok (varázslatokat véghez vinni képes különleges emberek) világát a befolyásos Ven (Wen) klán uralja, a kisebb Lan, Csiang (Jiang), Nie és Csin (Jin) klánok felett is uralkodik. A jó kedélyű Vej Vu-hszien (Wei Wuxian) összebarátkozik az erős igazságérzettel rendelkező Lan Vang-csi (Lan Wang-ji)val. Együtt rájönnek, ki áll az embereket sanyargató szörnyűségek mögött, és Vu-hszien (Wuxian) megpróbálja megmenteni a Ven (Wen)-szekta ártatlanul megvádolt tagjait, a dolgok azonban balul sülnek el és a fiatal fiú eltűnik, holtnak hiszik. 16 évvel később visszatér, és Vang-csi (Wang-ji) segítségével ismét nyomozni kezd, rejtélyes gyilkosságok ügyében.

## Epizódok
A sorozatot minden csütörtökön és pénteken vetítették, két-két epizóddal, VIP-tagok további két epizódot tekinthettek meg. Az első vetítési napon a VIP-tagok részére hat epizód volt elérhető. 2019. június 30-án a sorozat hivatalos Weibo-oldalán új vetítési rendet közöltek, és hétfő-kedd-szerdai napokon vetítettek két-két részt. A sorozat 2019. augusztus 20-án ért véget az 50. résszel. Még július 29-én bejelentették, hogy a VVIP-tagok augusztus 7-én megtekinthetik az összes részt.

## Szereplők

### Főszereplők
| Színész                                                                  | Szinkronhang                       | Szereplő                            | Leírás |
| ------------------------------------------------------------------------ | ---------------------------------- | ----------------------------------- | --- |
| Hsziao Csan (Xiao Zhan) Szu Ja-hszin (苏雅馨, Su Yaxin) (gyermekként)    | Lu Cse-hszing (路知行, Lù Zhīxíng) | Vej Vu-hszien (Wei Wuxian) (魏无羡) | Születési neve: Vej Jing (Wei Ying) (魏婴) Ji-ling (Yiling) pátriárka (夷陵老祖) néven is ismert, a Csiang (Jiang) klán tagja, aki démoni megidézésre képes. Kardja a Szujpien (Suibian) (随便), hangszere a Csencsing (Chenqing) (陈情) varázsfuvola. Képes új spirituális technikák és varázseszközök létrehozására. Vidám, jó kedélyű, optimista, kedves és szeret bajt keverni. |
| Hsziao Csan (Xiao Zhan) Szu Ja-hszin (苏雅馨, Su Yaxin) (gyermekként)    | Lu Cse-hszing (路知行, Lù Zhīxíng) | Mo Hszüan-jü (Mo Xuanyu) (莫玄羽)   | Csin Kuang-san (Jin Guangshan) törvénytelen gyermeke, a Csin (Jin) klán korábbi tagja. Feláldozta testét, hogy egy spirituális rituálé keretében Vej Vu-hszien (Wei Wuxian) lelke visszatérjen a túlvilágról, beteljesíteni Mo bosszúvágyát. |
| Vang Ji-po (Wang Yibo) Csen Csün-kaj (陈俊凯, Chen Junkai) (gyermekként) | Pien Csiang (边江, Biān Jiāng)     | Lan Vang-csi (Lan Wangji) (蓝忘机)  | Születési neve: Lan Csan (Lan Zhan) (蓝湛). Han-kuang (Hanguang) nagyúr (含光君), avagy Fényhozó nagyúr néven is ismert, a Lan klán második fiatal örököse, az egyik Lan-jáde. Kardja a Picsen (Bichen) (避尘), hangszere a Vangcsi (Wangji) (忘机) varázsku-csin (guqin). Nyugodt, higgadt természetű, hűvös viselkedésű, sajátságos igazságérzetű ember.                          |

### További szereplők

#### Kuszu(Gusu)i Lan klán
Otthonuk: Felhőzug (Jün sen pu cse csu (Yún shēn bùzhī chù), 云深不知处, az angol fordításban Cloud Recesses)
| Színész                                                                                      | Szereplő                            | Leírás |
| -------------------------------------------------------------------------------------------- | ----------------------------------- | --- |
| Liu Haj-kuan (刘海宽, Liu Haikuan) Sen Ji-feng (沈毅峯, Shen Yifeng) (gyermekként)           | Lan Hszi-csen (Lan Xichen) (蓝曦臣) | Születési neve: Lan Huan (蓝涣) Cö-vu (Zewu) nagyúr (泽芜君) néven is ismert, a Lan klán vezetője és első örököse, az egyik Lan-jáde. Kardja a Suojüe (Shuoyue) (朔月), hangszere a Lieping (Liebing) (裂冰) varázsfuvola. Melegszívű, kedves ember.                                                                                |
| Huang Ce-teng (黃子騰, Huang Ziteng)                                                         | Lan Csi-zsen (Lan Qiren) (蓝启仁)   | A Lan klán tiszteletreméltó idősebb vezetője. Lan Hszi-csen (Lan Xichen) és Lan Vang-csi (Lan Wangji) nagybátyja. |
| Cseng Fan-hszing (郑繁星, Zheng Fanxing) Csiang Ji-ting (姜奕廷, Jiang Yiting) (gyermekként) | Lan Sze-csuj (Lan Sizhui) (蓝思追)  | Születési neve: korábban Ven Jüan (Wen Yuan) (温苑), később Lan Jüan (Lan Yuan) (蓝愿) A Lan klán tanítványa. Vej Vu-hszien (Wei Wuxian) talált rá és nevelte fel, majd később Lan Vang-csi (Lan Wangji) vette magához a klánba. Fegyelmezett, intelligens, érzékeny. Lan Csing-ji (Lan Jingyi) és Csin Ling (Jin Ling) jó barátja. |
| Kuo Cseng (郭丞, Guo Cheng)                                                                  | Lan Csing-ji (Lan Jingyi) (蓝景仪)  | A Lan klán tanítványa. Türelmetlen és hirtelen haragú, de jó szívű. |
| Carman Lee (李若彤)                                                                          | Lan Ji (Lan Yi) (蓝翼)              | A Lan klán történetének egyetlen női vezetője. Ő vigyázta a Sötét Fém (阴铁) egy darabját. |

#### LanlingiCsin(Jin)klán
Otthonuk: (Csinlin Taj (Jīnlín Tái), 金鳞台, az angol fordításban: Carp Tower)
| Színész                               | Szereplő                                | Leírás |
| ------------------------------------- | --------------------------------------- | --- |
| Sen Hsziao-haj (沈晓海, Shen Xiaohai) | Csin Kuang-san (Jin Guangshan) (金光善) | A Csin (Jin) klán vezetője. Csin Kuang-jao (Jin Guangyao), Csin Ce-hszüan (Jin Zixuan) és Mo Hszüan-jü (Mo Xuanyu) apja. Nagy szoknyabolondnak ismerik, számos törvénytelen gyermeket nemzett. |
| Hu Hsziao-ting (胡小庭, Hu Xiaoting)  | Csin (Jin) asszony (金夫人)             | Csin Kuang-san (Jin Guangshan) felesége és Csin Ce-hszüan (Jin Zixuan) anyja. |
| Csu Can-csin (朱赞锦, Zhu Zanjin)     | Csin Kuang-jao (Jin Guangyao) (金光瑶)  | Születési neve: Meng Jao (Meng Yao) (孟瑶) Lien-fang (Lianfang) nagyúr (敛芳尊) néven is ismert. Csin Kuang-san (Jin Guangshan) törvénytelen gyermeke, apja halála után a klán vezetőjévé válik. Kardja a Henseng (Hensheng). Először a Nie klán szolgálójaként dolgozott, majd a Ven (Wen) klánnál kémkedett, aztán sikerült elnyernie apja elismerését és hivatalosan is a Csin (Jin) klán tagja lett. Mivel anyja prostituált volt, kisebbségi komplexussal küzd és mindenáron bizonyítani akar. kívülről kellemesnek mutatkozik és meggyőzően tud beszélni. Csodálja Lan Hszi-csen (Lan Xichen)t, aki kedves volt vele, amikor még szolgálóként élt. |
| Cao Jü-csen (曹煜辰, Cao Yuchen)      | Csin Ce-hszüan (Jin Zixuan) (金子轩)    | Csin Kuang-san (Jin Guangshan) fia, Csin Ling (Jin Ling) apja, Csiang Jen-li (Jiang Yanli) férje. Büszke és igen hiú, ugyanakkor becsületes és igazságos. |
| Jao Su-hao (姚书豪, Yao Shuhao)       | Csin Ce-hszün (Jin Zixun) (金子勋)      | Csin Ce-hszüan (Jin Zixuan) unokatestvére. Arrogáns és beképzelt, nem kedveli Vej Vu-hszien (Wei Wuxian)t. |
| Csin Lü-jing (金璐莹, Jin Luying)     | Csin Szu (Qin Su) (秦愫)                | Csin Kuang-jao (Jin Guangyao) felesége, Csin Cang-je (Qin Cangye), a laolingi Csin (Qin) klán vezetőjének lánya, mely a lanlingi Csin (Jin) klán egyik alárendelt klánja. |
| Csi Pej-hszin (漆培鑫, Qi Peixin)     | Csin Ling (Jin Ling) (金凌)             | Felvett neve: Zsu-lan (Rulan) (如兰) A klán egyedüli örököse, Csin Ce-hszüan (Jin Zixuan) és Csiang Jen-li (Jiang Yanli) fia. Kardja a Szujhua (Suihua) (岁华尊). Büszke és hirtelen haragú, de jószívű. Legjobb barátai Lan Sze-csuj (Lan Sizhui) és Lan Csing-ji (Lan Jingyi). |
| Vang Ji-fej (王艺霏, Wang Yifei)      | Lo Csing-jang (Luo Qingyang) (罗青羊)   | Mien-mien (Mianmian) (绵绵) néven is ismert. A klán egyik tanítványa. |

#### Csinghói(Qinghei)Nie klán
Otthonuk: Tisztátalan Birodalom (Pu csing si (Bù jìng shì), 不净世, az angol fordításban: Unclean Realm) 
| Színész                            | Szereplő                               | Leírás |
| ---------------------------------- | -------------------------------------- | --- |
| Vang Ji-csou (王翌舟, Wang Yizhou) | Nie Ming-csüe (Nie Mingjue) (聂明玦)   | Csi-feng (Chifeng) nagyúr (赤锋尊) néven is ismert. A Nie klán vezetője. Kardja a Pahszia (Baxia) (霸下). Kemény, szigorú, barátságtalan ember, nem tűri a gonosz tetteket. |
| Csi Li (紀李, Ji Li)               | Nie Huaj-szang (Nie Huaisang) (聂怀桑) | Nie Ming-csüe (Nie Mingjue) féltestvére, bátyja halála után a klán vezetőjévé válik. Nem túl rátermett, nyúlszívű embernek ismerik.                                         |

#### Csisani(Qishan)Ven(Wen)klán
Otthonuk: Éjtelen Város (Pujetien Cseng (Búyètiān Chéng), 不夜天城, az angol fordításban: Nightless City)
| Színész                                                            | Szereplő                                 | Leírás |
| ------------------------------------------------------------------ | ---------------------------------------- | --- |
| Hsziu Csing (修慶, Xiu Qing)                                       | Ven Zsuo-han (Wen Ruohan) (温若寒)       | A Ven (Wen) klán vezetője, főkultivátor, Ven Csao (Wen Chao) és Ven Hszü (Wen Xu) apja. Nagyravágyó ember, aki minden klán fölött uralkodni akar a Sötét fém (阴虎符) birtoklásával. |
| Vang Zsung (汪融, Wang Rong)                                       | Ven Hszü (Wen Xu) (温旭)                 | Ven Zsuo-han (Wen Ruohan) elsőszülött fia. |
| Ho Peng (賀鵬, He Peng)                                            | Ven Csao (Wen Chao) (温晁)               | Ven Zsuo-han (Wen Ruohan) másodszülött fia. Arrogáns és kegyetlen. |
| Meng Ce-ji (Meng Ziyi) (孟子義)                                    | Wen Qing (温情)                          | Ven Ning (Wen Ning) nővére, elismert orvosnő. Távolságtartó és hűvös viselkedésű, de lágy szívű, az öccséért nagyon aggódik. |
| Jü Pin (于斌, Yu Bin) Szu Csiu-ji (苏秋逸, Su Qiuyi) (gyermekként) | Ven Ning (Wen Ning) (温宁)               | Felvett neve: Csiung-lin (Qionglin) (琼林). Árny Tábornok (鬼将军) néven is ismert. Vej Vu-hszien (Wei Wuxian) jobbkezeként működött, amikor az még a Jiling (Yiling) pátriárka volt. Eredetileg félénk fiú volt, aki egy furcsa betegség miatt sokszor elájult. Vej Vu-hszien (Wei Wuxian) kedves volt vele, ezért felnéz rá. |
| Feng Ming-csing (冯茗惊, Feng Mingjing)                            | Ven Csu-liu (Wen Zhuliu) (温逐流)        | Megolvasztó Kéz (化丹手) néven is ismert. Ven Csao (Wen Chao) testőre. |
| Lu En-csie (卢蒽洁, Lu Enjie)                                      | Vang Ling-csiao (Wang Lingjiao) (王灵娇) | Ven Csao (Wen Chao) szeretője, feleségének korábbi szolgálólánya. Arrogáns és nagyravágyó. |
| Csang Pin (张彬, Zhang Bin)                                        | Ven Mao (Wen Mao) (温卯)                 | A klán egyik őse. |

#### Jünmeng(Yunmeng)iCsiang(Jiang)klán
Otthonuk: Lótusz Rév (Lienhua Vu (Liánhuā Wù), 莲花坞, az angol fordításban Lotus Pier)
| Színész                                                                                        | Szereplő                                   | Leírás |
| ---------------------------------------------------------------------------------------------- | ------------------------------------------ | --- |
| Lu Csien-min (陆剑民, Lu Jianmin)                                                              | Csiang Feng-mien (Jiang Fengmian) (江枫眠) | A klán vezetője, Csiang Cseng (Jiang Cheng) és Csiang Jen-li (Jiang Yanli) apja. |
| Csang Csing-tung (张净桐, Zhang Jingtong)                                                      | Jü Ce-jüan (Yu Ziyuan) (虞紫鸢)            | Csiang Feng-mien (Jiang Fengmian) felesége, Csiang Cseng (Jiang Cheng) és Csiang Jen-li (Jiang Yanli) anyja, a Cetien (Zidian) (紫电) gyűrű eredeti tulajdonosa. Szigorú és kemény asszonynak tűnik, de valójában lágyszívű. |
| Vang Cso-cseng (汪卓成, Wang Zhuocheng) Huang Csen-csen (黄振宸, Huang Zhenchen) (gyermekként) | Csiang Cseng (Jiang Cheng) (江澄)          | Felvett neve: Van-jin (Wanyin) (晚吟). Szantu Sengsou (Sandu Shengshou) (三毒圣手, „A három méreg mestere”) néven is ismert; Csiang Feng-mien (Jiang Fengmian) fia, apja halála után a klán vezetője. Kardja a Szantu (Sandu) (三毒), egyéb fegyvere a Cetien (Zidian) (紫电) gyűrű. Szigorú erkölcsű, feddhetetlen férfi, aki követi a szabályokat. Zsörtölődő természetű, de törődik a szeretteivel. Korábban jó viszonyban volt Vej Vu-hszien (Wei Wuxian)nel, de kapcsolatuk megromlott nézetkülönbségeik miatt. Tetszett neki Ven Csing (Wen Qing), amíg Ven Csao (Wen Chao) el nem rendelte a szülei meggyilkolását, ez felszította a Ven (Wen) klán elleni haragját. Rajongva szereti unokaöccsét, Csin Ling (Jin Ling)et. |
| Lulu Xuan (宣璐) Je Hszüan-tung (叶轩彤, Ye Xuantong) (gyermekként)                            | Csiang Jen-li (Jiang Yanli) (江厌离)       | Csiang Cseng (Jiang Cheng) nővére, Csin Ce-hszüan (Jin Zixuan) felesége, Vej Vu-hszien (Wei Wuxian) fogadott nővére, Csin Ling (Jin Ling) anyja. Kedves, megértő, törődő asszony, aki érzelmileg támogatja öccseit. |

#### Ji(Yi)város történetszála
Helyszín: Ji (Yi) város (Ji cseng (Yì chéng), 义城)
| Színész                                 | Szereplő                                    | Leírás |
| --------------------------------------- | ------------------------------------------- | --- |
| Szung Csi-jang (宋继扬, Song Jiyang)    | Hsziao Hszing-csen (Xiao Xingchen) (晓星尘) | Más néven Tao-csang (Daozhang) (道长), Pao-san Szan-zsen (Baoshan Sanren) egyik tanítványa, aki elhagyta a hegyet a halandók világáért. Kardja a Suanghua (Shuanghua) (霜华), legjobb barátja Szung Lan (Song Lan). Gyengéd, de határozott férfi. |
| Li Po-ven (李泊文, Li Bowen)            | Szung Lan (Song Lan) (宋岚)                 | Felvett neve: Szung Ce-csen (Song Zichen) (宋子琛) A Pajhszüe (Baixue) templom kultivátora, Hsziao Hszing-csen (Xiao Xingchen) legjobb barátja. Kardja a Fuhszüe (Fuxue) (拂雪).                                                                  |
| Vang Hao-hszüan (王皓軒, Wang Haoxuan)  | Hszüe Jang (Xue Yang) (薛洋)                | Felvett neve: Cseng-mej (Chengmei) (成美) A Csin (Jin) klán vendégtanítványa, akinek köze van a Sötét Fémhez (阴铁). Kardja a Csiangcaj (Jiangzai) (降灾). Gonosz és kegyetlen.                                                                   |
| Csen Cso-hszüan (陈卓璇, Chen Zhuoxuan) | A-csing (A-Qing) (阿箐)                     | Fiatal lány, aki az utcán élt és vaknak tettette magát. Hsziao Hszing-csen (Xiao Xingchen) követi. |

#### Egyéb szereplők
| Színész                                 | Szereplő                                      | Leírás |
| --------------------------------------- | --------------------------------------------- | --- |
| Feng Cung (冯聪, Feng Cong)             | Szu Sö (Su She) (苏涉)                        | Felvett neve: Min-san (Minshan) (悯善) A molingi Szu (Su) klán pipogya vezetője. Korábban a Lan klán tanítványa volt, de elárulta őket és létrehozta a saját klánját Csin Kuang-jao (Jin Guangyao) segítségével, akit nagyra tart. Irigyli Lan Vang-csi (Lan Wangji) tehetségét és utánozni próbálja. |
| Liu Ting-jü (刘庭羽, Liu Tingyu)        | Pao-san Szan-zsen (Baoshan Sanren) (抱山散人) | Hsziao Hszing-csen (Xiao Xingchen) és Cang-sze Szan-zsen (Cangse Sanren) (Vej Vu-hszien (Wei Wuxian) anyja) mestere. |
| Cao Csün-hsziang (曹峻祥, Cao Junxiang) | Ou-jang Ce-csen (Ouyang Zizhen) (欧阳子真)    | A paling (baling)i Ou-jang (Ouyang) klán vezetőjének egyedüli gyermeke. |
| Jü Ce-kuang (于子宽, Yu Zikuang)        | Hszüe Csung-haj (Xue Chonghai) (薛重亥)       | A Sötét Tigris Amulett (阴虎符) megalkotója. |

## Gyártás

### Előkészületek és forgatás

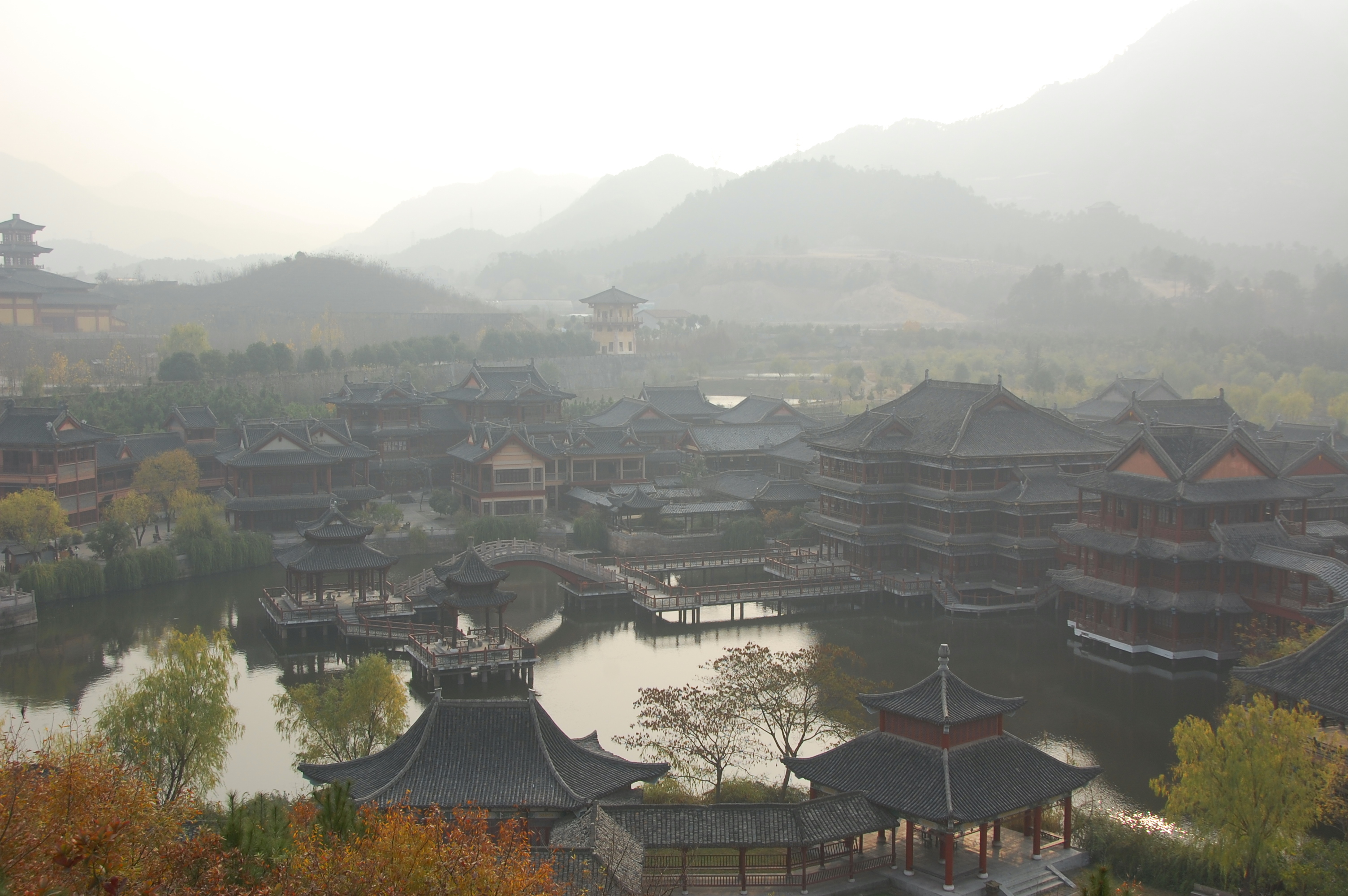
A sorozat fő forgatási helyszíne, a Hengdian World Studios

A forgatás előkészítése két és fél évig tartott, a forgatókönyvet többször módosították, létrehozták a történet által felépített világot, a művészeti koncepciót, és felépítették a díszleteket. A sorozatot 2018 márciusában jelentették be.
A sorozatot Cseng Vej-ven (郑伟文, Zheng Weiwen) és Csen Csia-lin (陈家霖, Chen Jialin) rendezte, a forgatókönyvet Jang Hszia (杨夏, Yang Xia), Teng Jao-jü (邓窅瑜, Deng Yaoyu), Ma Csing (马竞, Ma Jing) és Kuo Kuang-jün (郭光韵, Guo Guangyun) írta. A sorozat producerei Fang Fang (方芳), Jang Hszia (杨夏, Yang Xia), Vang Csu (王储, Wang Chu) és Liue Ming-ji (刘明轶, Liu Mingyi) voltak, a látványtervekért Csi Peng (姬鹏, Ji Peng) felelt. 2018 áprilisától augusztusig forgattak a Hengdian World Studiosban, valamint Kujcsou (Guizhou)ban. A forgatás megkezdése előtt két héttel tartották az olvasópróbákat, valamint a színészek harcművészeti és etikettóráit.
A cenzúra miatt a sónen-ai részleteket ki kellett szűrni az eredeti műből, és a cselekményt is némiképp megváltoztatták. Mivel az eredeti regény „visszaemlékezésekre” épül, további jeleneteket kellett befűzni a történetbe a folytonosság biztosításához. Két változatban készült el a forgatókönyv, az egyik kronológiai sorrendben mutatta be az eseményeket, a másik az eredeti regényt narratív rendjét követte. Végül a kettő keveréke mellett döntöttek, a történet lényegének megtartása mellett. Az operatőri munkánál a hagyományostól eltérő módszerekkel és lencsebeállításokkal igyekeztek fenntartani a drámai feszültséget.
A The Untamed bár elsősorban hszien-hszia (xianxia), a vu-hszia (wuxia) hagyományos elemeit is ötvözi, új stílusban.

### Szereplőválogatás
A színészek mindannyian kaptak egy szereplőkártyát, melyen részletesen leírták a szereplő kinézetét, magasságát, ruházatát és specifikus jellemzőit, például Vej Vu-hszien (Wei Wuxian) esetében azt, hogy mosolygós természetű.
2018 áprilisában jelentették be, hogy a két főszerepre Hsziao Csan (Xiao Zhan)t és Vang Ji-pót (Wang Yibót) választották. Hsziaót (Xiaót) Jang Hszia (Yang Xia) producer egyik barátja ajánlotta, és a „tiszta pillantása” miatt választották a szerepre. Vang (Wang)ot szereplőválogatás során fedezték fel és „természetes hűvös viselkedése”, introvertált személyisége miatt kapta meg a szerepet.
A két főszereplő szinkronhangja Lu Cse-hszing (Lu Zhixing) és Pien Csiang (Bian Jiang) lett, akik az animációs sorozatban is hangjukat kölcsönözték a két szereplőnek.

### Dizájn és koncepció
A különféle klánok díszleteinek és viseletének tervezésekor a csapat használható kínai kulturális referenciákat keresett. A Lan klán esetében a Szung (Song)-dinasztia korszakát vették alapul, a kék és zöld árnyalatok az elegancia és a méltóságteljes karakter kifejezője, a berendezési tárgyak sötét árnyalatú fából készültek, mely a klán nagyszerűségét hivatott kifejezni. A ruhák tervezésekor a lépcsőzetes gallérok és ruhaujjak a klán szigorú rendjére utalnak.
A Csiang (Jiang) klán jegyeinek tervezésekor Hupej (Hubei) tartomány hagyományait vették figyelembe. A klán tagjainak szabad szellemű, vidám természetét meleg és világos színekkel adták vissza. Az építészeti elemek esetében tágas tereket alkottak és áttetsző kelmékkel dolgoztak. Szűk ruhaujjak és ápolt, rendezett öltözékek a klán „vándorló” szellemiségéhez illeszkednek. A díszletben felépített lótusztóban vízkeringetőt használtak a vízfodrok előidézéséhez.
A Nie klán számára olyan díszletet készítettek, mely magas falakkal körülvett és a bejáratát nem lehet könnyen észrevenni, mivel gyakran megtámadta őket a Ven (Wen) klán. Utóbbi számára a Sang (Shang)-dinasztiát vették alapul a tervezéskor. A Csin (Jin) klán terveit a Tang-dinasztia fényűző és elegáns öltözékei inspirálták.

### Incidensek
2018. július 11-én tűz ütött ki a Hengdian World Studios Tungjang (Dongyang) város Nanma kerületében található egyik stúdiójában. A tűz mintegy 300 négyzetméterre terjedt ki és két stábtag életét vesztette. A tűz okát vizsgálják.
Forgatás közben olyan hírek kaptak szárnyra, miszerint az egyik színész lefizette a producereket, hogy megváltoztassák a történetet és további jeleneteket írjanak a forgatókönyvbe, valamint hogy a regény írója maga a forgatókönyvíró. A gyártó cég tagadta a feltételezéseket.
2019. július 29-én a Tencent bejelentette, hogy a VIP-felhasználók fizethetnek azért, hogy hamarabb láthassák az utolsó epizódokat, mint mások. Ezt sokan nehezményezték, mondván, hogy ezzel kiszivároghat a befejezés, valamint lehetőség nyílik az epizódok illegális terjesztésére, ami miatt csökkenhet a nézettség. A Tencent úgy nyilatkozott, a lehetőséget azért adták, mert több néző is követelte, hogy gyorsabban jelenjenek meg az epizódok, így ők megkapják ezt az opciót, míg a többiek a saját tempójukban nézhetik a sorozatot.

## Filmzene
A filmzenét Lin Haj (林海, Lin Hai) írta, a betétdalokat több dalszerző szerezte. A fő betétdal eredetileg a Vanhszien (忘羡, Wàngxiàn) címet viselte, a 11. résztől azonban Vu csi (无羁, Wú jī) címen szerepelt. 2019. július 8-án megjelent a filmzenei album digitális formában a QQ Music platformján, az egyes szereplők karakterdalaival. Az instrumentális album 2019. augusztus 5-én jelent meg digitális formában. Fizikai albumként november 2-án került a boltokba a soundtrack.
Augusztus 19-én a QQ Music bejelentette, hogy a filmzenei albumból több mint tizenöt millió példányt adtak el, mellyel hivatalosan is platinalemez lett. 2019 szeptemberében a lemez a legtöbb példányban elkelt filmzenei album volt a platformon, az összesített digitális eladási toplistán pedig 15. helyen végzett.
| #   | Cím | Dalszöveg                                                                         | Zene                                                      | Előadó                                                                                                 | Hossz |
| --- | --- | --------------------------------------------------------------------------------- | --------------------------------------------------------- | --- | ----- |
| 1.  | Vu csi (无羁, Wú jī) (Unrestrained; duett verzió) | Cseng Ji, Ming Feng (Cheng Yi, Ming Feng)                                         | Lin Haj (Lin Hai)                                         | Hsziao Csan (Xiao Zhan) & Vang Ji-po (Wang Yibo)                                                       | 04:13 |
| 2.  | Vu csi (无羁, Wú jī) (Unrestrained; különleges verzió)                                                                                                | Cseng Ji, Ming Feng (Cheng Yi, Ming Feng)                                         | Lin Haj (Lin Hai)                                         | Bibi Zhou                                                                                              | 04:14 |
| 3.  | Vu csi (无羁, Wú jī) (Unrestrained; szóló verzió) | Cseng Ji, Ming Feng (Cheng Yi, Ming Feng)                                         | Lin Haj (Lin Hai)                                         | Hsziao Csan (Xiao Zhan)                                                                                | 04:13 |
| 4.  | Vu csi (无羁, Wú jī) (Unrestrained; szóló verzió) | Cseng Ji, Ming Feng (Cheng Yi, Ming Feng)                                         | Lin Haj (Lin Hai)                                         | Vang Ji-po (Wang Yibo)                                                                                 | 04:13 |
| 5.  | Csü csin Csencsing (曲尽陈情, Qū Jìn Chénqíng) (Song Ends with Chenqing; Vej Vu-hszien (Wei Wuxian) karakterdala)                                     | Ji cse lien hsziao cuj csing csiu (易者连消醉清酒, Yi Zhe Lian Xiao Zui Qing Jiu) | Within_Ji Ming (Within_轶名, Within_Yi Ming)              | Hsziao Csan (Xiao Zhan)                                                                                | 03:53 |
| 6.  | Pu vang (不忘, Bù wàng) (Won't Forget; Li Vang-csi (Lan Wangji) karakterdala)                                                                         | Szung Ping-jang (Song Bingyang), Jang Hszia (Yang Xia)                            | Szung Ping-jang (Song Bingyang)                           | Vang Ji-po (Wang Yibo)                                                                                 | 05:16 |
| 7.  | Csece (赤子, Chìzǐ) (Newborn; Ven Ning (Wen Ning) karakterdala)                                                                                       | Csang Peng-peng (Zhang Pengpeng)                                                  | Cseng Kuo-feng (Zheng Guofeng)                            | Jü Pin (Yu Bin)                                                                                        | 04:18 |
| 8.  | Hen pie (恨别, Hèn bié) (Goodbye Filled With Hatred; Csiang Cseng (Jiang Cheng) karakterdala)                                                         | Ji cse lien hsziao cuj csing csiu (Yi Zhe Lian Xiao Zui Qing Jiu)                 | Csao Hszi—tide (潮汐—tide, Chao Xi—tide)                  | Vang Csuo-cseng (Wang Zhuocheng)                                                                       | 03:43 |
| 9.  | Puju (不由, Bùyóu) (Involuntary; Lan Hszi-csen (Lan Xichen) karakterdala)                                                                             | Ming Feng                                                                         | Pao vu ni er (包乌尼尔, Bāo wū ní ěr)                     | Liu Haj-kuan (Liu Haikuan)                                                                             | 04:44 |
| 10. | Csingho csüe (清河诀, Qīnghé jué) (Separation at Qinghe; Nie Ming-csüe & Nie Huaj-szang (Nie Mingjue & Nie Huaisang) karakterdala)                    | Lin Csiao, Liu En-hszün (Lin Qiao, Liu Enxun)                                     | Csen Hszüe-zsan (Chen Xueran)                             | Ajanga (阿云嘎)                                                                                        | 03:44 |
| 11. | Su lin zsu ju szu (疏林如有诉, Shū lín rú yǒu sù) (If The Woodlands Has Something To Say; Ven Csing (Wen Qing) karakterdala)                          | Csung Vu-ji (Zhong Wuyi)                                                          | Csen Ji-ming (Chen Yiming)                                | Kao Csiu-ce (Gao Qiuzi)                                                                                | 03:53 |
| 12. | Huangcseng tu (荒城渡 , Huāngchéng dù) (Passing by the Deserted City; Hszüe Jang (Xue Yang) karakterdala)                                             | Csang Jing (Zhang Ying)                                                           | Hszia Heng, Teng Csiang-csung (Xia Heng, Deng Qiangzhong) | Charlie Zhou                                                                                           | 04:19 |
| 13. | Ku cseng (孤城, Gū Chéng) (Lonely City; a Ji (Yi) városi történetszál karakterdala)                                                                   | Lin Csiao (Lin Qiao)                                                              | Jü Hung-lung (Yu Honglong)                                | Szun Po-lun (Sun Bolun) & Csen Cso-hszüan (Chen Zhuoxuan)                                              | 03:52 |
| 14. | Cuj si sao nien pu ko csi (最是少年不可欺, Zuì shì shào nián bù kě qī) (Youths That Should Not be Underestimated; a fiatal kultivátorok karakterdala) | Jü Ce (Yu Ci)                                                                     | Csen Ji-ming (Chen Yiming)                                | Cuj Hszüe, Cseng Fan-hszing, Csi Pej-hszin & Kuo Cseng (Zui Xue, Zheng Fanxing, Qi Peixin & Guo Cheng) | 03:59 |
| 15. | Ji nan ping (意难平, Yì nán píng) (Inappeasable; Csiang Jen-li (Jiang Yanli) karakterdala)                                                            | Cseng Ji, Ho Sze-vej (Cheng Yi, He Siwei)                                         | Lin Haj (Lin Hai)                                         | Jin Lin (Yin Lin)                                                                                      | 04:14 |
| 16. | Pu vang (不枉, Bù wǎng) (Not In Vain) | Ji cse lien hsziao cuj csing csiu (Yi Zhe Lian Xiao Zui Qing Jiu)                 | Jin Lin (Yin Lin)                                         | Naomi Wang                                                                                             | 03:55 |
| 17. | Jung ko (永隔, Yǒng gé) (Eternal Separation; Csiang Jen-li & Csin Ce-hszüan (Jiang Yanli & Jin Zixuan) karakterdala)                                  | Lin Csiao (Lin Qiao)                                                              | Jü Hung-lung (Yu Honglong)                                | Lara Veronin & Fabien Yang                                                                             | 03:37 |
| 18. | To hen seng (多恨生, Duō hèn shēng) (Birth of Hatred; Csin Kuang-jao (Jin Guangyao) karakterdala)                                                     | Within_Ji Ming (Within_Yi Ming)                                                   | Lo Hszi-csun (Luo Xizhun)                                 | Csu Hszing-csie (Zhu Xingjie)                                                                          | 04:25 |

| #   | Cím | Hossz |
| --- | --- | ----- |
| 1.  | Csen csing ling (陈情令, Chén qíng lìng) (The Untamed)                                                                   | 02:01 |
| 2.  | Vu csi (无羁, Wú jī) (Unrestrained; instrumentális verzió)                                                               | 02:33 |
| 3.  | Vangcsi (忘机, Wang Ji)                                                                                                  | 01:01 |
| 4.  | Csing csien (情牵, Qíng qiān) (Love Entanglement)                                                                        | 01:59 |
| 5.  | Lienhua vu (莲花坞, Liánhuā wù) (Lotus Pier)                                                                             | 02:08 |
| 6.  | Jü ti (御笛, Yù dí) (Maneuvering Dizi)                                                                                   | 02:15 |
| 7.  | Lie ping (裂冰, Liè bīng) (Glacier)                                                                                      | 03:26 |
| 8.  | Cuj meng (醉梦, Zuì mèng) (Drunken Dream)                                                                                | 03:27 |
| 9.  | Luan cang kang (乱葬岗, Luàn zàng gǎng) (Burial Mound)                                                                   | 02:24 |
| 10. | Sang csing (伤情, Shāng qíng) (Sadness)                                                                                  | 03:01 |
| 11. | Zsenseng zsuo cse zsu csu csien (人生若只如初见, Rénshēng ruò zhǐ rú chū jiàn) (If Life Was Just Like When We First Met) | 02:36 |
| 12. | Pu huj (不悔, Bù huǐ) (Won't Regret)                                                                                     | 02:47 |
| 13. | Je pen (夜奔, Yè bēn) (Night Scamper)                                                                                    | 03:51 |
| 14. | Vu mej (寤寐, Wù mèi) (Day and Night)                                                                                    | 01:26 |
| 15. | Csinghszin jin - luan po csao (清心音·乱魄抄, Qīngxīn yīn - luàn pò chāo) (Song of Lucidity)                             | 05:10 |
| 16. | Anhszi (安息, Ānxí) (Rest)                                                                                               | 02:32 |
| 17. | Caomu (草木, Cǎomù) (Greenery)                                                                                           | 02:33 |
| 18. | Ji cseng (义城, Yì chéng) (Yi City)                                                                                      | 01:03 |
| 19. | Csiao tung (狡童, Jiǎo tóng) (Artful Child)                                                                              | 01:44 |
| 20. | Sö zsi (射日, Shè rì) (Sunshot)                                                                                          | 02:28 |
| 21. | Vu csi (无羁, Wú jī) (Unrestrained; zongoraverzió)                                                                       | 01:23 |

## Fogadtatás
A sorozat 8,3 pontos értékelést kapott tízes skálán a Douban felületén, és 2019 augusztusában a legtöbb értékeléssel rendelkezett a platformon. 2019 decemberében mintegy 6,8 milliárd megtekintést gyűjtött össze a Tencent felületén.
A Viki felületén 9,8, a MyDramaListen pedig 9,4 pontot kapott, a legmagasabb értékelésű kínai televíziós műsor lett. A Tumblr 2019-es legjobb élőszereplős televíziós sorozatainak listáján 36. helyen végzett; kínai sorozat először került fel rá. A modern értékeket közvetítő hősies történet szerepet játszhat a kínai kultúra közvetítésében, és a kínai sorozatok globális népszerűsítésében.
A kritikusok szerint a sorozat népszerűségének egyik oka, hogy hű maradt az eredeti regényhez. A People’s Daily dicsérte a kínai sajátosságok bemutatásáért, a hagyományos kulturális elemekért, a kosztümökért, a hagyományos hangszerekért, valamint az olyan pozitív üzenetek miatt mint a bátorság, lovagiasság és a hazaszeretet. A China News Service is kiemelte a tradicionális etikettet és a kidolgozott kosztümöket, valamint az izgalmas, jól kapcsolódó cselekményszálakat.
Vang Ji-po (Wang Yibo) sok kritikát kapott az első néhány részben mutatott érzelemmentes színészi játéka miatt, melyen a későbbi részekben rendezői segítséggel jelentősen javított. A kínai nézők részéről a negatív kritikák leginkább a gyártási folyamatot érintették, úgy mint a CGI időnkénti minősége vagy az egyes szereplők az eredeti regényben leírthoz képest eltérő viselkedése. A producerek szerint a CGI minőségével nem tudtak mit kezdeni, mert a gyártónak nem volt elég ideje a teljes kidolgozáshoz.
A Film Daily szerint az alkotók mindent megtettek, hogy a cenzúra ellenére is a leginkább hűek tudjanak maradni az eredeti történethez, melyben a főszereplők nyíltan homoszexuális szerelmi kapcsolatban állnak. A televíziós cenzúra miatt ezt kivitelezni nem lehetett, azonban mégis sikerült utalásokat csempészni a sorozatba, „tapintható szexuális feszültség, apró arckifejezések és sóvár, epekedő pillantások formájában”. A kritikus szerint a sorozat „magával ragadó. A szereplők, a történet, a művészi kivitelezés mind a nagyszerű televíziós szórakoztatás legjobb példái. [...] Vu-hszien (Wuxian) és Vang-csi (Wangji) tökéletesen megtestesíti azt a mélységes szenvedést, amelyet egy lehetetlen szerelem hordoz.”
A Soompi szerint a sorozat ugyan nem hiba nélküli, azonban kiváló a színészi játék, valamint a szereplők karakterfejlődése, és úgy véli, „a The Untamed stabil adaptáció és nagy hatással van az emberre, már csak a komplex cselekményszálaiból fakadó elemi erőtől fogva is, de mindezen túl főképp az érdekfeszítő szereplői és az őszinte emberi kapcsolatai miatt.”
A Sorozatjunkie kritizált néhány technikai aspektust, mint a kameramozgások, a CGI vagy a harckoreográfia valószerűtlensége. Megjegyzi azt is, hogy „a gyors, pattogós jelenetekhez szokott nyugati nézőnek egy kicsit lassú lehet időnként a történetvezetés”. Pozitívan értékelte ugyanakkor a sorozat érzelmi töltetét, a színészi játékot, a szinkronszínészek munkáját (a kínai sorozatokban ritkán hallható az eredeti színészek hangja, utószinkront készítenek profi szinkronszínészekkel). A The Untamed „erős sztorival bír, [...] nem tökéletes, de őszinte, szívvel teli sorozat, ami hatalmas lökést és inspirációt adott annak az ügynek, hogy a cenzúrát igenis érdemes és kifizetődő kijátszani, a webregényeket és azok rajongóit pedig komolyan venni.”

### Gazdasági hatása
A The Untamed 2019 augusztusával bezárólag több mint 97,87 millió jüan (yuan) bevételre tett szert rajongói találkozókból, koncertekből, a streaming platformokon keresztül, valamint ajándéktárgyak és a filmzenei album eladásából.
A Tencent Video oldalán a VVIP tagok előbb tekinthették meg a zárórészeket. Több mint 2,6 millió előfizető vásárolta meg a lehetőséget, mintegy 78 millió jüan (yuan) profitot termelve. A filmzenei albumból egymilliónál is több példányt adtak el. A Taobao oldalán külön bolt nyílt az ajándéktárgyak értékesítéséhez, mintegy 1,17 millió jüan (yuan) bevétellel. Továbbá külön lehetett fizeti az Unrestrained című videoklip teljes verziójáért, valamint a két főszereplővel exkluzív kiadást megjelentető Bazaar magazinból is három nap alatt több mint 330 000 példányt értékesítettek, majd összesen 1,1 millió példány kelt el belőle.
A Tencent bevezetett egy új rendszert, melyen keresztül a VIP-tagok pontokat gyűjthettek, hogy nagyobb eséllyel vásárolhassanak jegyet a rajongói találkozókra és a koncertekre. Több mint 326,7 millióan fizettek 30 és 50 jüan (yuan) közötti összeget azért, hogy élőben nézhessék online a The Untamed National Style Concertet. Becslések szerint a platform több mint 100 millió jüan (yuan)nyi bevételre tett szert. A koncertre pillanatok alatt elkapkodták a jegyeket, a jegyüzérek akár 150 000 jüan (yuan)os áron értékesítették őket az eredeti 627 jüan (yuan) helyett.
2019 októberében a Tencent bejelentette, hogy a sorozat 250%-kal segítette elő a WeTV növekedését a nemzetközi piacon, havonta mintegy egymillió alkalmazás-letöltéssel a sorozat júniusi premierje óta.

## Nemzetközi sugárzás
A sorozatot a Tencent tulajdonába tartozó WeTV mobilalkalmazáson lehet megtekinteni több ázsiai országban, például Thaiföldön, Vietnamban, a Fülöp-szigeteken, Indiában és Indonéziában. Nemzetközileg elérhető a Viki, az ODC és a YouTube felületén felirattal.
Dél-Koreában a Channel Asia UHD sugározza 2019. október 21-től. Japánban 2020-ban az Asia Dramatic TV csatornán volt látható.
A sorozatot a Netflix is megvásárolta, elérhető rajta Észak- és Dél-Amerikában, Európában, Ausztráliában, a Fülöp-szigeteken és Indiában 2019. október 25-től, 11 nyelvre fordítva.

## Promóció
A sorozatot több rajongói találkozó illetve roadshow kísérte, július 12. és szeptember 21. között, a főszereplők televíziós műsorokban is népszerűsítették a webdrámát, például a Day Day Up című talkshowban és a Happy Camp című varietéműsorban. A sorozat szereplői külföldön is találkoztak a rajongókkal, Bangkokban 2019. szeptember 21-én 9000 rajongó gyűlt össze a kedvükért. Az esemény bevételét felajánlották a thaiföldi árvízkárosultak javára.
November 1-jén és 2-án Nankingban húszezer rajongó előtt tartottak tematikus koncertet, a jegyeket 627 és 1980 jüan (yuan)ért értékesítették. Tizenhat dalt adtak elő a koncerten, valamint játékos szegmensek is voltak. A jegyek megvásárlásához a rajongóknak előbb egy kérdőívet kellett kitölteni, ahol a sorozathoz kapcsolódó kérdésekre kellett válaszolni. A Tencent Video élőben közvetítette a koncertet, 30 és 50 jüan (yuan) közötti áron.
A sorozat hat szereplőjéből (Jü Pin (Yu Bin), Csi Li (Ji Li), Cao Jü-csen (Cao Yuchen), Cseng Fan-hszing (Zheng Fanxing), Szung Csi-jang (Song Jiyang) és Li Po-ven (Li Bowen)) alakult meg a The Untamed Boys (Cseng csing saonien (Chén qíng shàonián), 陈情少年) formáció, mely először a nankingi koncerten lépett fel és a Fearless (初生无畏, Csuseng vuvej (Chūshēng wúwèi)) című dalt adták elő. Később a T Mall 11/11 Shopping Festivalon Michael Wong Tunghua (Tónghuà) (童話) című dalát adták elő. Együtt szerepeltek az Elle Men 新青年 (Hszing csingnien (Xīn qīngnián), „Új fiatalság”) magazinban is. A Tencent Video Saonien ting hszüe csung (Shàonián tīng xué zhōng) (少年听学中) című varietéműsorában is részt vettek, melyet 2019. december 5-én kezdett sugározni a platform.
A NetEase jóvoltából a sorozat alapján mobiltelefonos játék is készül.

## Spin-offok
A sorozathoz három spin-off film van tervben, ebből egyet mutattak be 2019-ben.

### The Living Dead(2019)
A The Living Dead (Senghun (Shenghun), 生魂) 2019. november 7-én jelent meg az iQiyi felületén, Csiu Csung-vej (裘仲维, Qiu Zhongwei) rendezte, Lu Ping (吕萍) írta a forgatókönyvet, a producere pedig Jang Hszia (杨夏, Yang Xia) volt. A film Ven Ning (Wen Ning) és Lan Sze-csuj (Lan Sizhui) történetét dolgozza fel. A két szereplő egy olyan városban nyomoz, ahol mindenki beteg és erőtlen és egy rejtélyes lámpás gyilkos munkálkodik. 
Szereplők
- Jü Pin (Yu Bin) mint Ven Ning (Wen Ning)
- Cseng Fan-hszing (Zheng Fanxing) mint Lan Sze-csuj (Lan Sizhui)
- Vang Ji-fej (Wang Yifei) mint Hsziao Csing (Xiao Qing)
- Kao Han (Gao Han) mint Hsziao Ji (Xiao Yi)
- Ho Lung-lung (He Longlong) mint Csou Ce-su (Zhou Zishu)

### Luanhun(2020)
A Luanhun (乱魄) című film középpontjában a Nie-testvérek és Csin Kuang-jao (Jin Guangyao) áll.
Szereplők
- Csi Li (Ji Li) mint Nie Huaj-szang (Nie Huaisang)
- Vang Ji-csou (Wang Yizhou) mint Nie Ming-csüe (Nie Mingjue)
- Csu Can-csin (Zhu Zanjin) mint Csin Kuang-jao (Jin Guangyao)

## Díjak és jelölések
| Díj                                                                                  | Kategória                          | Jelölés                                                                                    | Eredmény | Hiv.            |
| ------------------------------------------------------------------------------------ | ---------------------------------- | ------------------------------------------------------------------------------------------ | -------- | --------------- |
| 3. Internetes Filmfesztivál                                                          | Legjobb rendező                    | Csen Csia-lin (Chen Jialin)                                                                | Elnyerte | [ 108 ]         |
| 3. Internetes Filmfesztivál                                                          | Legjobb új színész                 | Csu Can-csin (Zhu Zanjin)                                                                  | Elnyerte | [ 108 ]         |
| GQ 2019 Az év férfijai                                                               | Az év újonc színésze               | Vang Ji-po (Wang Yibo)                                                                     | Elnyerte | [ 109 ]         |
| 6. Kína Színészei Díjkiosztó                                                         | Legjobb színész (websorozat)       | Hsziao Csan (Xiao Zhan)                                                                    | Jelölve  | [ 110 ]         |
| Arany Torony-díj                                                                     | Legnépszerűbb sorozat              | The Untamed                                                                                | Elnyerte | [ 111 ] [ 112 ] |
| Arany Torony-díj                                                                     | Legnépszerűbb színész              | Hsziao Csan (Xiao Zhan)                                                                    | Elnyerte | [ 111 ] [ 112 ] |
| Arany Torony-díj                                                                     | Legnépszerűbb színész              | Vang Ji-po (Wang Yibo)                                                                     | Jelölve  | [ 111 ] [ 112 ] |
| Sofa Film Festival                                                                   | Az ősz legnépszerűbb színésze      | Hsziao Csan (Xiao Zhan)                                                                    | Elnyerte | [ 113 ]         |
| 6. Hengtien (Hengdian) Film- és Televíziós Fesztivál (Venzsung (Wenrong)-díjkiosztó) | Legjobb websorozat                 | The Untamed                                                                                | Jelölve  | [ 114 ]         |
| 6. Hengtien (Hengdian) Film- és Televíziós Fesztivál (Venzsung (Wenrong)-díjkiosztó) | Legjobb rendező                    | Csen Csia-lin (Chen Jialin)                                                                | Elnyerte | [ 114 ]         |
| 6. Hengtien (Hengdian) Film- és Televíziós Fesztivál (Venzsung (Wenrong)-díjkiosztó) | Legjobb producer                   | Fang Fang                                                                                  | Elnyerte | [ 114 ]         |
| 3. Jincsuan (Yinchuan) Internetes Filmfesztivál                                      | Legjobb websorozat                 | The Untamed                                                                                | Jelölve  | [ 115 ]         |
| 3. Jincsuan (Yinchuan) Internetes Filmfesztivál                                      | Legjobb színész (websorozat)       | Hsziao Csan (Xiao Zhan)                                                                    | Elnyerte | [ 116 ]         |
| 26th Huating (Huading)-díj                                                           | Legjobb televíziós sorozat         | The Untamed                                                                                | 10.      | [ 117 ]         |
| 26th Huating (Huading)-díj                                                           | Legjobb rendező                    | Csen Csia-lin (Chen Jialin), Cseng Vej-ven (Zheng Weiwen)                                  | Jelölve  | [ 118 ] [ 119 ] |
| 26th Huating (Huading)-díj                                                           | Legjobb producer                   | Jang Hszia, Fang Fang, Vang Csu, Liu Ming-tie (Yang Xia, Fang Fang, Wang Chu, Liu Mingtie) | Jelölve  | [ 118 ] [ 119 ] |
| 26th Huating (Huading)-díj                                                           | Legjobb újonc                      | Hsziao Csan (Xiao Zhan)                                                                    | Elnyerte | [ 118 ] [ 119 ] |
| 26th Huating (Huading)-díj                                                           | Legjobb újonc                      | Vang Ji-po (Wang Yibo)                                                                     | Jelölve  | [ 118 ] [ 119 ] |
| 26th Huating (Huading)-díj                                                           | Tíz legkedveltebb színész          | Vang Ji-po (Wang Yibo)                                                                     | Elnyerte | [ 118 ] [ 119 ] |
| 2. Kulturális és Szórakoztatóipari Kongresszus                                       | Legjobb színész (sorozat)          | Hsziao Csan (Xiao Zhan)                                                                    | Jelölve  | [ 120 ]         |
| 2. Kulturális és Szórakoztatóipari Kongresszus                                       | Legjobb újonc (sorozat)            | Hsziao Csan (Xiao Zhan)                                                                    | Jelölve  | [ 120 ]         |
| 2. Kulturális és Szórakoztatóipari Kongresszus                                       | Legjobb újonc (sorozat)            | Vang Ji-po (Wang Yibo)                                                                     | Jelölve  | [ 120 ]         |
| 2. Kulturális és Szórakoztatóipari Kongresszus                                       | Legjobb páros                      | Hsziao Csan (Xiao Zhan) és Vang Ji-po (Wang Yibo)                                          | Jelölve  | [ 120 ]         |
| Kínai Szórakoztatóipari Csúcstalálkozó (Arany Gömbhal-díj)                           | Legjobb sorozat                    | The Untamed                                                                                | Elnyerte | [ 121 ] [ 122 ] |
| Kínai Szórakoztatóipari Csúcstalálkozó (Arany Gömbhal-díj)                           | Legjobb marketing                  | The Untamed                                                                                | Elnyerte | [ 121 ] [ 122 ] |
| Kínai Szórakoztatóipari Csúcstalálkozó (Arany Gömbhal-díj)                           | Az év producere                    | Jang Hszia (Yang Xia)                                                                      | Elnyerte | [ 121 ] [ 122 ] |
| 7. Thailand Headlines Person of The Year Awards                                      | Legbefolyásosabbak díja            | The Untamed szereplőgárdája                                                                | Elnyerte | [ 123 ] [ 124 ] |
| Tencent Music Entertainment Awards                                                   | Az év dala                         | Vu csi (无羁, Wú jī) (Hsziao Csan (Xiao Zhan) és Vang Ji-po (Wang Yibo) előadásában)       | Elnyerte | [ 125 ]         |
| Golden Rooster Awards és Hundred Flowers Film Festival (1. Network Drama Awards)     | Legnépszerűbb színész              | Vang Ji-po (Wang Yibo)                                                                     | Elnyerte | [ 126 ]         |
| Golden Rooster Awards és Hundred Flowers Film Festival (1. Network Drama Awards)     | Legreménytelibb színész            | Ho Peng (He Peng)                                                                          | Elnyerte | [ 126 ]         |
| 20. China Video Awards                                                               | Az év adaptációja                  | The Untamed                                                                                | Elnyerte | [ 127 ]         |
| Weibo TV Series Awards                                                               | Legnépszerűbb televíziós sorozat   | The Untamed                                                                                | Elnyerte | [ 128 ] [ 129 ] |
| Weibo TV Series Awards                                                               | Legnépszerűbb színész              | Hsziao Csan (Xiao Zhan)                                                                    | 3.       | [ 130 ] [ 131 ] |
| Weibo TV Series Awards                                                               | Legnépszerűbb színész              | Vang Ji-po (Wang Yibo)                                                                     | 2.       | [ 130 ] [ 131 ] |
| Weibo TV Series Awards                                                               | Legnépszerűbb színész              | Szung Csi-jang (Song Jiyang)                                                               | Jelölve  | [ 130 ] [ 131 ] |
| Weibo TV Series Awards                                                               | Legnépszerűbb színész              | Vang Csuo-cseng (Wang Zhuocheng)                                                           | Jelölve  | [ 130 ] [ 131 ] |
| Weibo TV Series Awards                                                               | Legnépszerűbb színész              | Jü Pin (Yu Bin)                                                                            | Jelölve  | [ 130 ] [ 131 ] |
| Weibo TV Series Awards                                                               | Legnépszerűbb színész              | Cseng Fan-hszing (Zheng Fanxing)                                                           | Jelölve  | [ 130 ] [ 131 ] |
| Weibo TV Series Awards                                                               | Legnépszerűbb színész              | Liu Haj-kuan (Liu Haikuan )                                                                | Jelölve  | [ 130 ] [ 131 ] |
| Arany Rügy – 4. Network Film And Television Festival                                 | Legjobb websorozat                 | The Untamed                                                                                | Jelölve  | [ 132 ] [ 133 ] |
| Arany Rügy – 4. Network Film And Television Festival                                 | Legbefolyásosabb websorozat        | The Untamed                                                                                | Elnyerte | [ 132 ] [ 133 ] |
| Arany Rügy – 4. Network Film And Television Festival                                 | Legjobb webfilm                    | The Living Dead                                                                            | Jelölve  | [ 132 ] [ 133 ] |
| Arany Rügy – 4. Network Film And Television Festival                                 | Legnépszerűbb rendező              | Csen Csia-lin (Chen Jialin)                                                                | Elnyerte | [ 132 ] [ 133 ] |
| Arany Rügy – 4. Network Film And Television Festival                                 | Legjobb színész                    | Hsziao Csan (Xiao Zhan)                                                                    | Jelölve  | [ 132 ] [ 133 ] |
| Arany Rügy – 4. Network Film And Television Festival                                 | Legjobb színész                    | Vang Ji-po (Wang Yibo)                                                                     | Jelölve  | [ 132 ] [ 133 ] |
| Arany Rügy – 4. Network Film And Television Festival                                 | Legjobb újonc                      | Kuo Cseng (Guo Cheng)                                                                      | Jelölve  | [ 132 ] [ 133 ] |
| Arany Rügy – 4. Network Film And Television Festival                                 | Legjobb újonc                      | Szung Csi-jang (Song Jiyang)                                                               | Jelölve  | [ 132 ] [ 133 ] |
| Arany Rügy – 4. Network Film And Television Festival                                 | Legjobb újonc                      | Vang Cso-cseng (Wang Zhuocheng)                                                            | Jelölve  | [ 132 ] [ 133 ] |
| Arany Rügy – 4. Network Film And Television Festival                                 | Legjobb újonc                      | Cseng Fan-hszing (Zheng Fanxing)                                                           | Jelölve  | [ 132 ] [ 133 ] |
| Arany Rügy – 4. Network Film And Television Festival                                 | Legjobb újonc                      | Vang Hao-hszüan (Wang Haoxuan)                                                             | Jelölve  | [ 132 ] [ 133 ] |
| Arany Rügy – 4. Network Film And Television Festival                                 | New Force Energy                   | Vang Hao-hszüan (Wang Haoxuan)                                                             | Elnyerte | [ 132 ] [ 133 ] |
| Sogou In Award                                                                       | Az év sorozata                     | The Untamed                                                                                | Elnyerte | [ 134 ]         |
| Tencent Entertainment White Paper                                                    | Az év televíziós színésze          | Hsziao Csan (Xiao Zhan)                                                                    | Elnyerte | [ 135 ]         |
| Kugou Music Awards                                                                   | Az év dala                         | Vu csi (无羁, Wú jī) (Hsziao Csan (Xiao Zhan) és Vang Ji-po (Wang Yibo) előadásában)       | Elnyerte | [ 136 ]         |
| Filmes és Televíziós Példaképek 2019-es Rangsora                                     | Az év sorozata                     | The Untamed                                                                                | Jelölve  | [ 137 ]         |
| Filmes és Televíziós Példaképek 2019-es Rangsora                                     | Az év színésze                     | Hsziao Csan (Xiao Zhan)                                                                    | Jelölve  | [ 137 ]         |
| Baidu Futien (Fudian)-díjkiosztó                                                     | Televíziós sorozatok tízes listája | The Untamed                                                                                | Elnyerte | [ 138 ]         |
| Sina Film & TV Awards                                                                | Televíziós sorozatok tízes listája | The Untamed                                                                                | Elnyerte | [ 139 ]         |
| 8. Kínai Diákok Televíziós Fesztiválja                                               | Legtöbbet nézett sorozat           | The Untamed                                                                                | Elnyerte | [ 140 ]         |
| Tencent Video All Star Awards                                                        | Az év websorozata                  | The Untamed                                                                                | Elnyerte | [ 141 ]         |
| Tencent Video All Star Awards                                                        | Az év népszerű színészei           | Hsziao Csan (Xiao Zhan)                                                                    | Elnyerte | [ 141 ]         |
| Tencent Video All Star Awards                                                        | Az év népszerű színészei           | Vang Ji-po (Wang Yibo)                                                                     | Elnyerte | [ 141 ]         |
| Tencent Video All Star Awards                                                        | Legígéretesebb színész             | Liu Haj-kuan (Liu Haikuan)                                                                 | Elnyerte | [ 141 ]         |
| Tencent Video All Star Awards                                                        | Doki New Force                     | Vang Cso-cseng (Wang Zhuocheng)                                                            | Elnyerte | [ 141 ]         |

## Fordítás
- Ez a szócikk részben vagy egészben  a   The Untamed (TV series) című angol Wikipédia-szócikk fordításán alapul.  Az eredeti cikk szerkesztőit annak laptörténete sorolja fel. Ez a jelzés csupán a megfogalmazás eredetét és a szerzői jogokat jelzi, nem szolgál a cikkben szereplő információk forrásmegjelöléseként.